# Хлопя-Лонка
Хлопя-Лонка (пол. Chłopia Łąka) — село в Польщі, у гміні Красносельц Маковського повіту Мазовецького воєводства.
Населення — 198 осіб (2011).
У 1975-1998 роках село належало до Остроленцького воєводства.

## Демографія
Демографічна структура станом на 31 березня 2011 року:
|          | Загалом | Допрацездатний вік | Працездатний вік | Постпрацездатний вік |
| -------- | ------- | ------------------ | ---------------- | -------------------- |
| Чоловіки | 100     | 20                 | 67               | 13                   |
| Жінки    | 98      | 27                 | 46               | 25                   |
| Разом    | 198     | 47                 | 113              | 38                   |